# Iridopsis haploancala
Iridopsis haploancala är en fjärilsart som beskrevs av Louis Beethoven Prout 1932. Iridopsis haploancala ingår i släktet Iridopsis och familjen mätare. Inga underarter finns listade i Catalogue of Life.